# Artak Aleksanjan
Artak Aleksanjan (armenisch Արտակ Ալեքսանյան, in FIFA-Transkription: Artak Aleksanyan; * 10. März 1991 in Jerewan) ist ein ehemaliger armenischer Fußballspieler.

## Verein
In der Jugend stand Aleksanjan von 2000 bis 2008 bei Spartak Moskau unter Vertrag. Mit FC Pjunik Jerewan spielte er dann in der höchsten armenischen Liga und gewann dort 2009 die Meisterschaft und den Pokal. 2010 spielte er beim russischen Zweitligisten Ural Jekaterinburg. Von 2011 bis 2013 stand er beim FK Chimki unter Vertrag. Nach mehreren Stationen in Russland wechselte Aleksanjan 2016 zurück nach Armenien zu Gandsassar Kapan. Nach einer weiteren Station in Russland beim Drittligisten Ararat Moskau unterschrieb er 2019 einen Vertrag beim FC Ararat Jerewan. Am 13. Februar 2020 gab der 30-jährige Mittelfeldspieler dann sein Karriereende bekannt.

## Nationalmannschaft
In den Jahren 2010 und 2011 absolvierte Aleksnjan dann jeweils eine Testspielpartie für die armenische A-Nationalmannschaft. Vor und auch während dieser Zeit bestritt er noch 13 Spiele für diverse Jugendauswahlen Armeniens und erzielte dabei einen Treffer.

## Erfolge
- Armenischer Meister: 2009
- Armenischer Pokalsieger: 2009
- Armenischer Superpokalsieger: 2009, 2011